# 지중해 (가수)
지중해(본명: 이환선, 1952년 12월 18일 ~ )은 대한민국의 가수이다.
현재 거주지는 대전광역시 대덕구 읍내동이다.

## 학력
- 한밭대학교 졸업
- 대전예지중고등학교 졸업

## 데뷔
- 2006년 1집 앨범 "여보 정말 미안해"

## 음반
- 2006년 1집 여보 정말 미안해
- 2010년 2집 고마운 당신
- 2012년 3집